# Mrđelići
Mrđelići su naseljeno mjesto u općini Foči-Ustikolini, Federacija BiH, BiH. Nalaze se jugozapadno od Zebine Šume, uz cestu M20, na zapadnoj obali rijeke Drine. Zapadno su Njuhe, a preko rijeke Radojevići i Bavčići.
Smješteni su na 369 metra nadmorske visine.
Godine 1950. pripojeni su Zebinoj Šumi (Sl.list NRBiH, br.10/50), a godine 1962.
Uz naselja Njuhe, Zebina Šuma, Brajlovići, Milakovac i Odžak nalazi se u MZ Ustikolini.